# Parasinga subapicalis
Parasinga subapicalis är en fjärilsart som beskrevs av Sergius G. Kiriakoff 1974. Parasinga subapicalis ingår i släktet Parasinga och familjen tandspinnare. Inga underarter finns listade i Catalogue of Life.